# El Ganzra
La commune d'El Ganzra (El Kansera) est une commune rurale qui appartient administrativement au Caïdat Ait Yadine, province de Khemisset, région Rabat-Salé-Kénitra au Royaume marocaine.
Elle se trouve sur le bord de la rivière Behl au Nord de la ville de Khemisset à 38 km, et à Nord - Est - Est de la ville de Meknès à 54 km.

## Infrastructure

### Barrage
Le barrage d'El Ganzra est le plus anciens des barrages d'accumulation du Maroc. Il a été construit entre 1927 et 1935. 

## Géographie

### Limites géographiques
La commune d'El Ganzra est limitée :
- Au Nord : par les communes de Dar Belamri et d'Azghar;
- Au Sud : par Les communes de Sfassif et d'Aït Yadine;
- A l'Est : par la commune d'Aïn Jmaa;
- A l'Ouest : par la commune de Sidi Abderezak.

## Population
La langue parlée le plus couramment est chalha.

### Démographie
Selon le recensement général de la population et de l'habitat du Royaume de 2014, la population de la commune était , contre 13 404 habitants en 2004.